# Jacó (filho de Bóris I)
Jacó (em búlgaro: Яков) foi um nobre búlgaro, quarto filho do príncipe (cnezo) Bóris I (r. 852–889) e sua segunda esposa, a princesa Maria. Seus irmãos eram Vladimir, Gabriel, Simeão I, Eupráxia e Ana. Seu nome está registrado no colofão do famoso Evangelho de Cividale de 867 no qual se enumera os filhos de Bóris.